# Ontomyia
Ontomyia is een vliegengeslacht uit de familie van de roofvliegen (Asilidae).

## Soorten
- O. ricardoi (Londt, 1985)